# Distrito de Yauca
El distrito de Yauca es uno de los trece distritos de la Provincia de Caravelí, ubicada en el Departamento de Arequipa, bajo la administración del Gobierno regional de Arequipa, en el sur del Perú. limita por el norte con los distritos de Acarí y Lomas; por el sur con el distrito de Chala; por el este con la Provincia de Parinacochas y por el oeste el Mar de Grau.
Desde el punto de vista jerárquico de la Iglesia católica forma parte de la Prelatura de Caravelí en la arquidiócesis de Arequipa.

## Historia
El distrito fue creado mediante Ley del 2 de enero de 1857, en el gobierno del Presidente Ramón Castilla.
La palabra Yauca deriva del quechua Yau (Oye) Ca (Acá).
El amplio valle del río Yauca se caracteriza por sus extensos cultivos de olivos y es considerado el único Valle monocultivo del Olivo en el Perú. Las aceitunas son comercializadas en todos los mercados regionales del país, siendo la capital del Perú, Lima el centro de abastos tanto para su gran urbe, así como para el centro, norte y oriente del país. Es importante destacar que las ACEITUNAS PERUANAS DE MESA, son conocidas desde hace muchos siglos en todo el territorio como ACEITUNAS DE YAUCA, porque era el principal valle dedicado enteramente a este fruto y la alta calidad de las "Aceitunas yauquinas" traspasaron fronteras por lo que son consumidas también en el mercado internacional desde hace varios lustros. Entre los principales consumidores internacionales de las Aceitunas peruanas de mesa tenemos a Brasil, Chile, Estados Unidos de América, Italia, Inglaterra, Canadá, Francia, Hungría, Suecia, Sudáfrica, Israel, Ecuador, Colombia, Venezuela y otros. Las principales empresas dedicadas al rubro son EXPORTACIONES DE LA TORRE E HIJOS SAC, INVERSIONES YAUCA, AGROSUR DEL PERU SAC, OLIVICOLA PERUANA DEL SUR SAC y otras empresas en crecimiento. Las marcas más representativas de las Aceitunas y Aceites de Oliva del Valle de Yauca son: "DEL VIEJO OLIVAR","OLIVOS DEL SUR", "DON CARLOS", "DON JOSÉ" quienes destacan en el mercado nacional e internacional.
Las familias más representativas del Valle de Yauca provienen desde la conquista española y luego llegaron otros expedicionarios de Italia en busca de oportunidades en el Nuevo Mundo, apellidos que ya casi no se mencionan porque su descendencia emigró o se perdió en el tiempo. Las primeras familias que se establecieron y colonizaron Yauca son: De La Torre, Segura, Manzanillo, Pineda, Cárcamo, Zamudio, Briceño, Pretto, Carbajal y otros. Luego vienen las uniones familiares con vecinos pobladores colonizadores incrementando las líneas de consanguinidad, donde están: Márquez, Aranguren, Neyra, García, Morón, Montoya, Dongo, Calderón, Sifuentes, Melgar provenientes distritos vecinos como Chaparra, Jaquí, Acarí, Atiquipa, Chala y otras familias más que hoy conforman el distrito de Yauca. 
Es importante considerar que muchas familias hoy establecidas en el Distrito de Yauca y anexos son oriundas de la zona andina de Ayacucho, Cuzco, Puno, Huancavelica, Apurimac y otros que venían antiguamente a trabajar los olivares, realizando trabajos culturales, regadío y cosecha de las Aceitunas y poco a poco comenzaron a establecerse en el distrito de Yauca en busca de mejores y mayores oportunidades para sus hijos y familias, trayendo consigo sus apellidos, costumbres y su fuerza laboral pujante, porque lamentablemente sus tierras en los andes siempre estuvieron abandonados por muchos siglos y gobiernos, incrementándose esta migración desde 1970 y se intensificó en los años 80 y 90 con el incremento del terrorismo que azotó sus pueblos y tuvieron que huir en busca de salvaguardar sus vidas y encontrar una posibilidad para sus descendientes. Yauca les dio cobija y oportunidad a estos amigos inmigrantes y descendientes del antiguo Perú.

## Geografía
Yauca se ubica a una altitud de 22 m s. n. m. El distrito se encuentra ubicado en el kilómetro 556 de la Carretera Panamericana Sur.
El amplio valle del río Yauca se caracteriza por sus extensos cultivos de olivos. Las aceitunas son comercializadas en los mercados de los departamentos de Lima e Ica, así como también en el mercado internacional
El territorio del Distrito de Yauca está compuesto mayoritariamente por áreas desértica que abarcan por el norte desde la margen derecha del río Acarí (observando desde el Océano Pacífico hacia los andes peruanos) áreas pertenecientes a los Distritos de Acarí y Bella Unión, por el este con parte del cerro Mendoza y un área perteneciente a la irrigación San José (Mochica), colindante territorialmente con el Distrito de Jaqui, por el Norte hasta el balneario de Tanaka incluido sectores incas y pre-incas camino a maukayata y la mesa, lo que colinda con el Distrito de Atiquipa, considerándose adicionalmente que la Comunidad Campesina de Atiquipa pertenece a los habitantes de Atiquipa, Yauca y Jaquí por ser estas lomas zonas ganaderas y de esa forma se pactó en años anteriores. Por el oeste colinda con el Océano Pacífico.

## Autoridades

### Municipales
- 2023-2025
  - Alcalde: Juan Favio Aranguren Montoya

- 2019-2022
  - Alcalde: Miguel Ángel Cárcamo Galván
- 2015-2018
  - Alcalde: Juan Favio Aranguren Montoya
- 2011-2014[2]
  - Alcalde: Diego Arturo Montesinos Neyra, del Movimiento Alianza por Arequipa (AxA).
  - Regidores: Wilfredo Safra Gálvez (AxA), Rosalía Rosario Paredes Carhuas (AxA), Carlos Gustavo Cadenas Huamaní (AxA), Julio Manuel De La Torre Cueto (Fuerza Arequipeña).
- 2007-2010
  - Alcalde: Juan Flavio Aranguren Montoya.

### Religiosas
- Obispo Prelado: Mons. Juan Carlos Vera Plasencia, MSC.
- Párroco: Pbro. Darío G. Ircash Trejo MSC (Parroquia Santiago Apóstol de Acarí).[3]

### Comisario Rural PNP Yauca
- Alférez PNP Jesús Manuel Torres Rodriguez

## Festividades
- San Pedro y San Pablo.
- Señor de Lampa.
- Virgen del Carmen.

## Turismo
El balneario preferido de los yauquinos es Tanaka (km. 574 de la Panamericana Sur).